# Thaumatocranaus
Thaumatocranaus is een geslacht van hooiwagens uit de familie Cranaidae.
De wetenschappelijke naam Thaumatocranaus is voor het eerst geldig gepubliceerd door Roewer in 1932. 

## Soorten
Thaumatocranaus is monotypisch en omvat slechts de volgende soort:
- Thaumatocranaus mirabilis